# Semiothisa zozinaria
Semiothisa zozinaria är en fjärilsart som beskrevs av William Schaus 1923. Semiothisa zozinaria ingår i släktet Semiothisa och familjen mätare. Inga underarter finns listade i Catalogue of Life.